# كهف أيالون
كهف أيالون (بالعبرية: מערת איילון) عبارة عن كهف كبير من الحجر الجيري بالقرب من الرملة في إسرائيل تم فيه اكتشاف أنواع جديدة من القشريات في أبريل 2006. تمت دراسته بسبب شبكته الغذائية المعقدة، والتي استمرت لملايين السنين بدون ضوء أو طعام عضوي يأتي من السطح، حيث يعتمد فقط على نوع من البكتيريا التي تتغذى على الكبريت الذي يعمل باعتباره المادة العضوية الوحيدة المتاحة في اليوم التالي. مستوى أعلى من الكائنات التي تتغذى عليها. قدم الكهف ملاذًا بيئيًا للأنواع التي تم القضاء على أقاربها الذين يعيشون على السطح بسبب التغيرات المناخية والأحداث الكارثية على مدى ملايين السنين، ويقدم عينة فريدة لدراسة التغيرات البيئية طويلة المدى في المنطقة.
الكهف غير متاح للجمهور. يسمح فقط لعدد قليل من الباحثين بالدخول.

## وصلات خارجية
- National Geographic
- A. Frumkin and H. Gvirtzman (2006). "Cross-formational rising groundwater at an artesian karstic basin: the Ayalon Saline Anomaly, Israel" (PDF). Journal of Hydrology. ج. 318 ع. 1–4: 316–333. DOI:10.1016/j.jhydrol.2005.06.026. مؤرشف من الأصل (PDF) في 2011-07-19. اطلع عليه بتاريخ 2010-07-02.